# Paria (Halbinsel)
Die Halbinsel Paria ist eine Halbinsel im Bundesstaat Sucre im äußersten Nordosten Venezuelas. Die Halbinsel trennt den Golf von Paria und das Karibische Meer. Auf der Halbinsel befindet sich der am 12. Dezember 1978 gegründete 37.500 Hektar große Nationalpark Península de Paria. Auch Teile des 70.000 Hektar großen Turuépano National Park befinden sich im Südwesten der Halbinsel.
Politisch gehört die Halbinsel zu den Verwaltungsbezirken Arismendi, Mariño und Valdez.

## Geographie
Der höchste Berg ist der 1374 Meter hohe Cerro el Humo. Außerdem finden sich auf der Halbinsel Ausläufer des Orinoco-Deltas. Man findet typische karibischen Sandstränden wie beispielsweise den Playa Medina, Playa Pui-Pui, Playa Chaguarama de Sotillo, Playa Cangua und Cabo Tres Puntas. Im Süden der Halbinsel befinden sich sumpfige Savanne.

## Klima
Das Klima auf Paria ist tropisch warm. Die durchschnittliche Jahrestemperatur beträgt ca. 26 Grad Celsius. Die Niederschlagsmenge schwankt stark zwischen Westen und Osten sowie Norden und Süden der Halbinsel. Die relative Luftfeuchtigkeit ist im Bereich von 80 %. Starke Regenfälle gibt es praktisch das ganze Jahr. Am trockensten sind die Monate Februar bis Mai. An der Nordküste gibt es insbesondere in den Monaten Dezember und Januar oft Sturm.

## Flora und Fauna
Zur Flora von Paria gehören Orchideen, Farnen und Bromeliengewächse. In isolierten Zonen finden sich auch endemische Pflanzenarten. Die Fauna ist wenig erforscht und birgt viele unbekannte Arten. Zu den endemischen Vögeln gehören Weißfleckenkotinga (Pipreola formosa), Scherenschwanznymphe (Hylonympha macrocerca), Östlicher Fleckenstachelschwanz (Premnoplex tatei), Trauerhakenschnabel (Diglossa venezuelensis) und Goldzügel-Waldsänger (Myioborus pariae). Neben Kolibris kann man Anakondas, Seekühe, Brüllaffen, Fettschwalme, den Rotbauchbussard (Buteogallus aequinoctialis), Papageien und zahlreiche Wasservögel wie Nördlicher Trauerameisenfänger (Cercomacra nigricans) oder Silberameisenschnäpper (Sclateria naevia) beobachten. Im Jahr 2005 wurde in den Nebelwäldern eine neue Schlangenart mit dem Namen Taeniophallus nebularis entdeckt.

## Geschichte
Auf seiner dritten Reise betrat Christoph Kolumbus am 5. August 1498 zum ersten Mal südamerikanisches Festland. Er ging an diesem Tag angeblich in Macuro auf Paria an Land. Allerdings war diese historische Tatsache Kolumbus keineswegs bewusst. Er ging davon aus, dass es sich um eine Insel handelte, ähnlich der kurz zuvor entdeckten vorgelagerten Insel Trinidad.